# Polyneoptera
A Polyneoptera, öregrend az ízeltlábúak (Arthropoda) törzsén és a rovarok (Insecta) osztályán belül.
A fajok közös jellemzői elsősorban a szárnyakban mutatkoznak meg; a fajok többségének szárnyai csökevényesek, illetve repülésre alkalmatlanok. Sok fajnál jellemző, hogy csak a hím egyedek röpképesek.

## Rendszerezés
Rendszertani besorolása meglehetősen vitatott, egyes tudósok öregrendként, mások egyéb rendszertani kategóriaként tartják számon, megint mások nem tekintik rendszertani kategóriának.
A Polyneoptera alá tartozó taxonok
Dictyoptera
- Csótányok (Battodea)
- Fogólábúak (Mantodea)

Anartioptera
- Polyorthoptera
  - Dermapterida
    - Fülbemászók (Dermaptera)
    - †Protelytroptera (részben)

  - Orthopterida
    - Gleccsersáskák (Grylloblattodea)
    - Tücsöksáskák (Mantophasmatodea)
    - Botsáskák (Pasmatodea)
    - Egyenesszárnyúak (Orthoptera)
    - †Aeroplanoptera
    - †Caloneurodea
    - †Glosselytrodea
    - †Titanoptera
- Polyplecoptera
  - Plecopterida
    - Álkérészek (Plecoptera)
    - Szövőlábúak (Embioptera)
    - Pillásszárnyú tetvek (Zoraptera)
    - †Permoplecoptera